# Associazione Calcio Seregno 1938-1939
Questa voce raccoglie le informazioni riguardanti  l'Associazione Calcio Seregno nelle competizioni ufficiali della stagione 1938-1939.

## Rosa
| N. |                   | Ruolo | Calciatore          |
| -- | ----------------- | ----- | ------------------- |
|    | Italia (bandiera) | C     | Albino Argenta      |
|    | Italia (bandiera) | C     | Felice Arienti      |
|    | Italia (bandiera) | C     | Gino Barzaghi       |
|    | Italia (bandiera) | A     | Piero Bergamaschini |
|    | Italia (bandiera) | C     | Aurelio Biassoni    |
|    | Italia (bandiera) | P     | Amos Bighellini     |
|    | Italia (bandiera) | D     | Enrico Brustia      |
|    | Italia (bandiera) | A     | Amedeo Cabiati      |
|    | Italia (bandiera) | A     | Adolfo Ferioli      |
|    | Italia (bandiera) | A     | Stefano Ferrari     |

| N. |                   | Ruolo | Calciatore      |
| -- | ----------------- | ----- | --------------- |
|    | Italia (bandiera) | C     | Natale Gruppo   |
|    | Italia (bandiera) | D     | Filippo Marelli |
|    | Italia (bandiera) | A     | Luigi Obuel     |
|    | Italia (bandiera) | D     | Luigi Quarone   |
|    | Italia (bandiera) | A     | Enrico Sangalli |
|    | Italia (bandiera) | C     | Carlo Scappa    |
|    | Italia (bandiera) | D     | Gino Schiffo    |
|    | Italia (bandiera) | D     | Ernesto Stuppi  |
|    | Italia (bandiera) | P     | Angelo Villa    |
|    | Italia (bandiera) | D     | Luigi Villa     |